# Furacão Isaac (2006)
O furacão Isaac foi o último ciclone tropical da temporada de furacões no oceano Atlântico de 2006. Isaac alcançou a força de um furacão de categoria 1 pouco antes de atingir a Terra Nova, Canadá, onde produziu ventos de tempestade tropical. Isaac seguiu a trajetória dos três furacões que se formaram antes de Isaac na temporada de 2006, Florence, Gordon e Helene. Isaac formou-se na região central do Oceano Atlântico norte.
O furacão Isaac formou-se próximo à costa ocidental da África como uma onda tropical. A intensificação foi suprimida parcialmente pelos fortes ventos de cisalhamento e pelas águas frias que Gordon e Helene tinham deixado anteriormente. Isaac atingiu a força de uma tempestade tropical em 28 de Setembro e entrou numa região com ventos de cisalhamento fracos, permitindo a Isaac a se fortalecer para um furacão, com ventos constantes de 137 km/h. Esta intensidade aproximou-se dos dados previstos feitos com o Esquema Estatístico de Previsão de Intensidade de Furacões.
Em 1º de Outubro, Isaac seguiu para nordeste e atingiu a Terra Nova como uma tempestade tropical. Dois dias depois, Isaac fundiu-se com uma área de baixa pressão baroclínica recém-formada próxima à costa leste dos Estados Unidos. Foi previsto que o novo sistema seguiria para nordeste, alcançando o extremo norte no Oceano Atlântico, entre a Grã Bretanha e a Groenlândia. Isaac produziu chuvas sobre Terra Nova, que chegaram a 25 mm. Nenhuma morte ou dano foi relatado. Isaac foi a segunda tempestade a afetar a Terra Nova durante a temporada, o outro foi o furacão Florence.

## História meteorológica
Uma onda tropical deixou a costa ocidental da África em 18 de Setembro. Uma área de distúrbios meteorológicos interagiu com a onda tropical assim que áreas de convecção profunda aumentaram em 23 de Setembro. As áreas de convecção profunda começaram a se organizar assim que começaram as classificações Dvorak.
Os modelos de previsão meteorológicos disseram que o sistema iria se tornar um furacão com ventos máximos sustentados de 150 km/h em 120 horas. Entretanto, o sistema foi lento em se organizar e o Centro Nacional de Furacões somente emitiu um alerta de formação de ciclone tropical quatro dias depois. O NHC, no entanto, disse que as áreas de convecção estavam muito efêmeras para justificar a formação de uma depressão tropical e então o alerta de formação de ciclone tropical foi descontinuado. Três dias depois, em 27 de Setembro, outro alerta de formação de ciclone tropical foi emitido, anunciando a formação da nona depressão tropical da temporada de 2006.

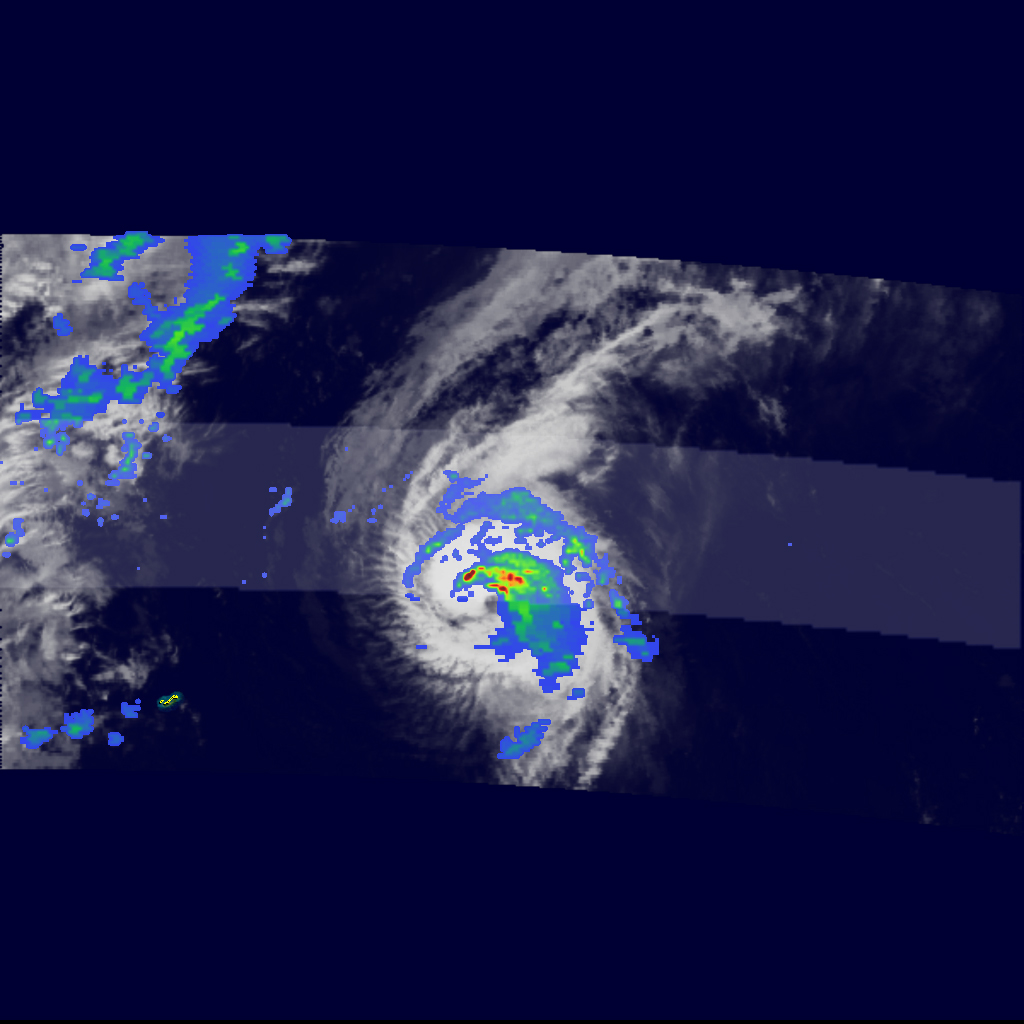
Isaac em 1º de Outubro

A depressão tropical fortaleceu-se para a tempestade tropical Isaac em 28 de Setembro, somente doze horas após a formação da depressão tropical. As áreas de convecção foram lentas a se formar naquele dia, pois o ciclone estava em águas frias, que tinham sido anteriormente agitadas pelos furacões Gordon e Helene. No dia seguinte, o ciclone moveu-se para oeste noroeste e começou a ganhar características subtropicais enquanto suas áreas de convecção se aprofundarem. Os ventos de cisalhamento verticais se enfraqueceram assim que o sistema se afastou das áreas frias. Então, o núcleo de Isaac começou a se desenvolver novamente. As condições atmosféricas continuaram favoráveis e Isaac tornou-se um furacão em 30 de Setembro. Isaac intensificou-se ligeiramente durante o dia seguinte perto de Bermudas, alcançando seu pico de intensidade com ventos constantes de 135 km/h e uma pressão mínima de 985 mbar. Pouco depois, os ventos máximos de Isaac se enfraqueceram ligeiramente, mas sua pressão mínima não mudou.
Isaac encontrou águas frias assim que se aproximou de Terra Nova, Canadá em 1º de Outubro e se enfraqueceu para uma tempestade tropical no dia seguinte. Isaac fez landfall na Península de Avalon como uma tempestade tropical mínima no mesmo dia e manteve uma estrutura ciclônica tropical e áreas de convecção profunda. Logo depois, Isaac tornou-se uma tempestade extratropical e fundiu-se com outro sistema extratropical em 3 de Outubro, ainda próximo à Península de Avalon.

## Preparativos
Vários alertas e avisos de ciclone tropical foram emitidos em associação ao furacão Isaac. Um alerta de tempestade tropical foi emitido em 1º de Outubro para a Península de Avalon. O alerta foi substituído por um aviso de tempestade tropical no dia seguinte e outro alerta de tempestade tropical para as penínsulas de Burin e Bonavista. Estes avisos e alertas foram descontinuados no mesmo dia. O aviso final  foi um aviso de tempestade tropical para a Península de Avalon em 2 de Outubro.
O Centro de Previsões de Tempestades do Atlântico (Canadá) emitiu um aviso de chuva forte para a Ilha Príncipe Eduardo e para o norte da Nova Escócia; era esperado que a precipitação acumulada chegasse a 30–50 mm em 1º de Outubro, causada pelo novo sistema extratropical recém formado remanescente de Isaac. Avisos de ventos com intensidade de furacão foram emitidos para Laurentian Fan, Terra Nova. Alertas de ventanias também foram emitidos para as porções orientais dos distritos marítimos. Um aviso de chuva forte foi emitido para a porção sudeste de Terra Nova, mencionando a ameaça de chuvas que poderiam chegar a 40–50 mm.

## Impactos
Os ventos mais fortes em terra em Terra Nova foram relatada em Cape Race, onde uma rajada de vento chegou a 96 km/h com ventos constantes de 74 km/h. Em Cape Pine, uma rajada de vento chegou a 76 km/h. Entretanto, devido ao tamanho pequeno de Isaac e a alta velocidade de deslocamento, os ventos foram fracos sobre a maior parte da Península de Avalon. Os ventos em St. John's, Terra Nova, alcançaram 54 km/h. Uma boia meteorológica canadense registrou rajadas de vento de 104 km/h, com ventos constantes de 92 km/h. Durante a transição para extratropical em 3 de Outubro, três plataformas petrolíferas relataram ventos entre 88 e 104 km/h a leste-sudoeste da circulação ciclônica do sistema. As plataformas petrolíferas também registraram ondas de 5 metros de altura. A precipitação acumulada chegou a 26 mm em cape Race, 10 mm em St. John's e 19 mm em cape Pine. em geral, os danos provocados por Isaac em Terra Nova foi mínima e nenhuma morte ou dano foi relatado.